# Torre di Punta Penna
La torre di Punta Penna si trova sull'omonimo promontorio, ed è una struttura a pianta quadrata.

## Storia
La decisione di edificare la torre risale al periodo del viceré Pedro Afán de Ribera nel 1563, mentre il suo completamento risale al 1569. La torre si affaccia sul mare Adriatico in una strategica posizione prospiciente l'insenatura che accoglie il porto di Vasto ed era in collegamento visivo con la torre del Trigno di San Salvo e con la torre Sinello di Casalbordino.

## Descrizione
Ha una pianta quadrata di 12x12 m ed è costruita in mattoni con l'esterno completamente intonacato. Presenta un'apertura per ogni lato, ma sul lato sud ha un ingresso al piano terra ed uno al primo piano, al quale si accede con una scala in muratura a due rampe.
Nel 1977 fu eseguito un restauro della copertura.
La torre di Punta Penna è ancora oggi utilizzata dalla Marina Militare come base di monitoraggio radar.